# 玉井幸助
玉井 幸助（たまい こうすけ、1882年10月15日 - 1969年1月11日）は、日本の国文学者。

## 人物・来歴
新潟県柏崎市出身。
1905年、新潟師範学校卒、1909年、東京高等師範学校国語漢文科卒。
1950年、「更級日記錯簡考」で東洋大学・文学博士。
1910年、東京高等師範学校助教諭兼訓導、1915年同校教諭、1925年教授。1946年定年退官し、日本女子専門学校教授、1962年昭和女子大学長に就任。
専門は、平安鎌倉女流日記文学。

## 著書
- 『話方十二ヶ月』 (兒童圖書館叢書)育英書院、1917-1918
- 『更級日記錯簡考』育英書院、1925
- 『更級日記新註』育英書院、1926
- 『教育と国文学』中文館書店、1932
- 『実用語講座言葉と文』育英書院、1935 / 開拓社言語文化叢書 1981.9
- 『讃岐典侍日記通釈』育英書院、1936
- 『日記文学概説』目黒書店、1945　国書刊行会、1982.7
- 『古典文学読本 中世篇』富士書店、1948
- 『古典文学読本 王朝篇』富士書店、1948
- 『現代文学読本』編　富士書店、1950
- 『和泉式部日記新註』世界社、1950
- 『十六夜日記評解』有精堂出版、1951
- 『更級日記評解』有精堂出版、1952
- 『日本文学の一般知識』鷺の宮書房、1956
- 『弁内侍日記 新注』大修館書店、1958
- 『中務内侍日記 新注』大修館書店、1958
- 『多武峯少将物語 本文批判と解釈』塙書房、1960
- 『日記文学の研究』塙書房、1965
- 『讃岐典侍日記全註解』有精堂出版、1969
- 『問はず語り研究大成』明治書院、1971

共著
- 『綜合国語新研究』斎藤純 共著　池田書店、1953

### 校訂など
- 『詳解日本外史抄』編　育英書院、1921
- 『定本更級日記』校　育英書院、1926
- 『講本保元物語』校定　育英書院、1929
- 『講本方丈記』鴨長明 校定　育英書院、1929
- 『方丈記・十六夜日記 名著新抄』編　育英書院、1930
- 阿仏尼『十六夜日記』岩波文庫 校、1934
- 『東関紀行・海道記』岩波文庫 校、1935
- 橘南谿『東西遊記』柳沢里恭『雲萍雑志』 (女学校用名著抄本) 編　三省堂、1937
- 『現代語訳国文学全集 第7巻　枕草子』非凡閣、1937
- 『讃岐典侍日記』岩波文庫  校、1939
- 重吉『船長日記』池田寛親 編, 校訂解説　育英書院、1943
- 『紫式部日記・更級日記』(日本古典全書) 校註　朝日新聞社、1948
- 『小栗重吉漂流記』加藤一志 絵　目黒書店、1949
- 菅原孝標女『更級日記』 (日本古典全書) 校註　朝日新聞社、1950
- 『讃岐典侍日記』(日本古典全書)校註、朝日新聞社、1953
- 建春門院中納言『健寿御前日記』(日本古典全書) 校註　朝日新聞社、1954
- 『海道記・東関紀行』(日本古典全書)阿仏尼 [著], 石田吉貞共校註　朝日新聞社、1954 2版
- 後深草院二条『問はず語り』(岩波文庫) 校訂、1968